# Neben der Spur (Fernsehreihe)
Neben der Spur war eine deutsche Kriminalfilmreihe mit Ulrich Noethen und Juergen Maurer in den Hauptrollen, die in der ZDF-Reihe „Fernsehfilm der Woche“ von 2015 bis 2022 ausgestrahlt wurde. Die literarische Vorlage stammte von Michael Robotham. Nach der achten Folge stellte das ZDF die Kriminalfilmreihe ein.

## Handlung
Der Hamburger Kommissar Vincent Ruiz trifft bei seinen Kriminalfällen immer wieder mit dem Psychiater Dr. Johannes Jessen zusammen. Anfangs erfolgt dies zufällig, später lernen sich beide schätzen und die Fähigkeit Jessens, tief in die Seele von Menschen zu blicken, hilft dem Kommissar bei der Aufklärung von Kriminalfällen. Ruiz wiederum gerät dabei nicht nur selbst ins Visier eines Täters und kann durch die Hilfe des Psychiaters gerettet werden, auch der Mediziner ist von Nachstellungen betroffen und braucht Hilfe.

## Figuren

### Psychiater Dr. Johannes „Joe“ Jessen (Ulrich Noethen)
Der Sohn eines Chirurgen hat sich gegen den Willen seines Vaters nicht dem „handwerklichen“ Medizinerberuf des Chirurgen gewidmet, sondern hat die psychiatrische Richtung eingeschlagen. Er wirkt etwas arrogant und leidet unter ersten Symptomen von Parkinson. Das hält er anfänglich geheim und nicht einmal seine Frau Nora, die als Dolmetscherin viel unterwegs ist, noch seine Tochter Charlotte wussten davon. Aufgrund der häufigen Abwesenheit Noras kommt es zu Eifersuchtsszenen Jessens. Einer Fehlgeburt (in Folge 3) folgt eine Ehekrise in Folge 4. Sie leben in Folge 5 getrennt, haben aber regelmäßig Kontakt und stehen sich weiterhin sehr nahe. In Folge 8 ist Nora seit einem Jahr tot.

### Kommissar Vincent Ruiz (Juergen Maurer)
Ruiz Ehe ist missglückt und seit seine Frau ihn mit der kleinen Tochter verlassen hat, ist er allein geblieben und zu einem „einsamen Wolf“ geworden. Seit seine Tochter erwachsen ist, versucht er, das Verhältnis zu ihr zu verbessern. Jessen steht er anfangs sehr ablehnend gegenüber, nähert sich ihm später auf eine professionelle Distanz und schätzt dessen Fachwissen.

## Hintergrund
Zu dem Hamburger Psychiater Jessen gibt es ein literarisches Vorbild namens Joseph O’Loughlin, das aus der Feder des australischen Krimiautors Michael Robotham stammt. Während O’Loughlin in London lebt, hat das ZDF den Schauplatz nach Hamburg verlegt, dabei aber sämtliche Vorgaben des Charakters und der Geschichten beibehalten. Ihre Kennzeichen sind: „routinierter Spannungsaufbau, ein durchaus reizvolles und ausbaufähiges Duell zwischen Jessen und dem Kommissar, grausame Details grausamer Taten grausamer Täter (der Skandinavien-Krimi lässt grüßen).“

## Kritik
„Das Zusammenspiel mit Juergen Maurer bleibt eine höchst spannende Kombination. Wenn man sich etwas wünschen könnte, wäre es noch mehr Interaktion zwischen diesen beiden konträren Charakteren. Da steckt noch ein größeres Potential für diese Reihe.“
„Eine Reihe mit dem Fokus auf einem Psychiater lebt von seiner psychologischen Komponente, die im Duell zwischen Fritz Karls Gregor Engels und Jessen zum Tragen kommt. Der charmante Manipulator und der Ausnahme-Psychiater erkennen rasch die Schwächen des jeweils anderen und drücken so lange ihre Knöpfe, bis die Situation eskaliert.“

## Episodenliste
| Nr. | Originaltitel        | Erstausstrahlung | Regie                        | Drehbuch                       | Zuschauer | Einschaltquote |
| --- | -------------------- | ---------------- | ---------------------------- | ------------------------------ | --------- | -------------- |
| 1   | Adrenalin            | 23. Feb. 2015    | Cyrill Boss Philipp Stennert | Cyrill Boss Philipp Stennert   | 6,06 Mio. | 18,1 % MA      |
| 2   | Amnesie              | 18. Jan. 2016    | Cyrill Boss Philipp Stennert | Cyrill Boss Philipp Stennert   | 6,78 Mio. | 19,6 % MA      |
| 3   | Todeswunsch          | 14. Nov. 2016    | Thomas Berger                | Mathias Klaschka               | 5,58 Mio. | 16,4 % MA      |
| 4   | Dein Wille geschehe  | 6. Feb. 2017     | Anno Saul                    | Mathias Klaschka               | 5,90 Mio. | 17,7 % MA      |
| 5   | Sag, es tut dir leid | 12. März 2018    | Thomas Roth                  | Jürgen Werner Mathias Klaschka | 6,67 Mio. | 20,2 % MA      |
| 6   | Erlöse mich          | 20. Apr. 2020    | Josef Rusnak                 | Mathias Klaschka               | 5,84 Mio. | 17,3 % MA      |
| 7   | Schließe deine Augen | 25. Jan. 2021    | Josef Rusnak                 | Josef Rusnak                   | 8,07 Mio. | 24,1 % MA      |
| 8   | Die andere Frau      | 31. Jan. 2022    | Josef Rusnak                 | Josef Rusnak                   | 7,09 Mio. | 23,3 % MA      |

## Veröffentlichung
Alle Folgen sind auch auf DVD erschienen.